# Emanuel Feuermann
Emanuel Feuermann   (Kolomia, 22 de novembre de 1902 - Nova York, 25 de maig de 1942) va ser un violoncel·lista austrohongarès de fama internacional a la primera meitat del segle xx.

## Biografia
De pares jueus. Tots dos pares eren músics aficionats. El seu pare, que tocava el violí i el violoncel, va ser el seu primer professor. El seu germà gran Sigmund també tenia talent musical, i la seva germana petita, Sophie (nascuda el gener de 1908), era el prodigi del piano de la família. El seu pare va decidir traslladar la família a Viena el 1907 perquè Sigmund hi comencés la seva carrera professional. Als nou anys, Emanuel va rebre lliçons de Friedrich Buxbaum, violoncel principal de la Filharmònica de Viena, i després va estudiar amb Anton Walter a l'Acadèmia de Música a Viena. Al febrer de 1914, als onze anys, era un infant prodigi va fer el seu debut en concert, tocant de Joseph Haydn el Concert per a violoncel en re major amb la Filharmònica de Viena sota Felix Weingartner.
El 1917, Feuermann va anar a Leipzig a estudiar amb el llegendari violoncel·lista Julius Klengel. El 1919 va morir el violoncel·lista Friedrich Grützmacher (1866–1919), nebot de Friedrich Wilhelm Grützmacher, i Klengel va recomanar a Feuermann la posició de Grützmacher al conservatori "Gürzenich de Colònia". També va ser nomenat violoncel·lista principal de lOrquestra Gürzenich, pel seu director (que també era el director del conservatori), Hermann Abendroth. Feuermann es va convertir en el violoncel·lista del Bram Elderling Quartet. En aquell moment, també es va unir a un trio de piano de curta durada amb el seu germà i el pianista-director Bruno Walter. El 1929, Feuermann es va convertir en professor a la "Musikhochschule" de Berlín i hi va ensenyar durant els següents quatre anys. Va actuar durant aquest temps amb els violinistes Carl Flesch, Szymon Goldberg, Joseph Wolfsthal i el compositor Paul Hindemith, aquest últim tocant la viola en un trio de corda amb Feuermann i Wolfsthal. També va actuar amb Jascha Heifetz, William Primrose i Arthur Rubinstein.
El 3 d'abril de 1933, el nou règim nazi instal·lat el va acomiadar del seu lloc al Conservatori de Berlín a causa de la seva herència jueva. Es va traslladar a Londres juntament amb Goldberg i Hindemith, on el trio va enregistrar la primera Serenata de Beethoven en re major per a trio de corda, Op. 8, i un trio de corda de Hindemith, per a "Columbia Records". Va fer una gira pel Japó i els Estats Units i després va tornar a Londres, on es va casar el 1935 amb Eva Reifenberg (cosina de Katja Andy), amb qui va tenir una filla, Monica. Després de l'estrena del Concert per a violoncel d'Arnold Schönberg amb Sir Thomas Beecham, va viure algun temps a Zuric, on va tenir entre els seus alumnes a Dudley H. Powers. I després però va passar a Viena a l'època de l'Anschluss de 1938. El violinista Bronisław Huberman va ajudar Feuermann i la seva família a escapar a la Palestina britànica. D'allà es van traslladar als Estats Units més tard aquell mateix any.
Va ensenyar en privat i al Curtis Institute of Music de Filadèlfia fins a la seva mort. Durant aquests anys va col·laborar amb el pianista Vladimir Sokoloff. Entre els seus destacats alumnes hi havia Robert LaMarchina, Bernard Greenhouse, Suzette Forgues Halasz, Robert Lamarchina, Alan Shulman, David Soyer i August Wenzinger. Als Estats Units va realitzar diversos enregistraments de música de cambra amb Heifetz, Rubinstein i altres. La seva relació amb Hindemith va patir quan aquest va triar Gregor Piatigorsky per estrenar el seu concert per a violoncel.
Feuermann va morir a la ciutat de Nova York a causa de complicacions durant la cirurgia, a l'edat de només 39 anys.

## Avaluació
Klengel va escriure sobre Feuermann: "De tots aquells que han estat confiats a la meva tutela, mai no hi ha hagut tal talent...com el nostre divinament afavorit artista i adorable jove". Heifetz va declarar que talent com el de Feuermann arriba un cop cada cent anys. De fet, després de la prematura mort de Feuermann, Heifetz va trigar set anys a col·laborar amb un altre violoncel·lista, Gregor Piatigorsky.
Artur Rubinstein va ser igualment emfàtic: "Es va convertir per a mi en el millor violoncel·lista de tots els temps, perquè vaig escoltar Pau Casals en el seu millor moment. Ell (Casals) ho tenia tot al món, però mai va arribar a la música de Feuermann. I això és una declaració". Si es pot classificar la reproducció de la música en nivells tècnics, artístics, filosòfics i divins, en la seva plena maduresa, Feuermann havia tocat el nivell filosòfic. Tenint prou temps, pot tocar el nivell diví tocant el violoncel. La seva prematura mort mai no li va permetre arribar-hi. Tant Heifetz com Rubinstein van ser socis de trio de llarga durada amb Feuermann. Durant la seva primera gira pels Estats Units el 1935–36, Feuermann va obtenir crítiques musicals entusiastes. Després d'un 1938. L'actuació de Proms a Londres, el crític Reid Steward del "The Strad", va escriure: "Crec que ja no es pot dubtar que Feuermann és el violoncel·lista viu més gran, excepte Casals sol..."
Entre els portadors honorífics del seu funeral hi havia alguns dels millors músics de l'època: els pianistes Rudolf Serkin i Artur Schnabel, els violinistes Mischa Elman i Bronisław Huberman i els directors George Szell, Eugene Ormandy i Arturo Toscanini. Durant la processó, Toscanini es va trencar plorant i va exclamar: "Això és assassinat!" El 1954, quan se li va preguntar quins violoncel·listes admirava particularment, Casals va dir: "Quin gran artista Feuermann! La seva primerenca mort va suposar una gran pèrdua per a la música".

## El violoncel de Feuermann
El 1929, Feuermann va comprar un violoncel fabricat per David Tecchler a Roma el 1741. Des del 1932, també posseïa un instrument fabricat pel mestre venedor luthier Domenico Montagnana el 1735. Aquest instrument, conegut com a violoncel Feuermann, es troba actualment al mans d'un violoncel·lista i col·leccionista suís. Era més gran i ample que el Tecchler.
Feuermann va posseir més tard el violoncel De Munck Stradivarius del 1730. Anteriorment estava en préstec ampliat de la Fundació Nippon al violoncel·lista Steven Isserlis del 1998 al 2011 i actualment està en préstec a Danjulo Ishizaka des del 2014.
Es diu que Feuermann també tenia i tocava un violoncel Gofriller que posteriorment va ser propietari del violoncel·lista nord-americà Joseph Schuster; de Schuster, es va passar a Jascha Silberstein.

## Discografia
Feuermann apareix en enregistraments que inclouen:
- L'art d'Emanuel Feuermann (1969)
- The English Columbias, vol. 1 (1990)
- The English Columbias, vol. 2 (1990)
- The English Columbias, vol. 3 (1991)
- L'edició Emanuel Feuermann: The English Complete Recordings and Early German Parlophone Recordings (2016)